# Chad Prewitt
Chad Robert Prewitt (Cody, 6 aprile 1980) è un ex cestista statunitense, professionista in Europa.